# 第57回NHK紅白歌合戦
『第57回NHK紅白歌合戦』（だいごじゅうななかいエヌエイチケイこうはくうたがっせん）は、2006年（平成18年）12月31日（JST、以下同じ）にNHKホールで行われた、通算57回目のNHK紅白歌合戦。19時20分-23時45分に生放送された（21時25分-21時30分はニュースのため中断。BShiは別番組）。双方向対応番組。今回から二部制はとられていない。

## 放送メディア
国内向けには、総合テレビ・BS2・BShi・ラジオ第1。
海外向けには、NHKワールド・プレミアム・NHKワールド・ラジオ日本。ただし、著作権処理や電波運用の関係で、一般視聴者が直接受信できるNHKワールドTVでは放送されなかった。また、ラジオはアジア大陸と東南アジア地域のみが生放送で、それ以外の地域は時差放送となった。

## 放送まで
- 9月20日にテーマ「愛・家族〜世代をこえる歌がある〜」が発表され、「あたたかい紅白」を目指すとコメントされた。
  - 視聴者から応援メッセージをはがき・FAX・電子メールおよび携帯電話のメールサービスで受け付けることが決まった。一般視聴者と番組制作者との距離を縮め、より一体感のある番組を作ることが意図された。
  - 新たに「ワンセグ審査員」が募集された。これは4月1日からワンセグが放送開始されたことに伴うものだった。
- 11月17日には司会者が発表される。
- 11月29日には出場歌手が発表された。このうち初出場は12組だった。主な出場者は以下の通り。
  - 絢香：初出場。『つながるテレビ@ヒューマン』のテーマ曲を担当。
  - 秋川雅史：初出場。テノール歌手。「千の風になって」は本紅白を機に注目された。
  - スガシカオ：初出場。『プロフェッショナル 仕事の流儀』のテーマ曲を制作し、“Kōkua”としてボーカルを務めている。
  - 今井美樹：初出場。夫でギタリストの布袋寅泰と夫婦で共演した。翌年の第58回以降は出場から遠ざかったが、第66回（2015年）で再出場を果たした。
  - 徳永英明：初出場。この年デビュー20周年。脳血管の病気である通称「もやもや病」から寛解した。なお、徳永は前回も出場歌手の候補に挙がっていたが、体調不良を理由に出演決定とはならなかった[1]。
  - 森昌子：第52回（2001年）以来5年ぶりの出場。この年芸能活動を本格再開、元夫（2005年離婚）・森進一との同時出演だった。昌子の出場は早くから有力視されており、夏時期には週刊誌で「昌子出場の場合、進一は落選の可能性が高い」との報道もされていた。また、昌子は前回も出場の可能性が取り沙汰された。なお、2019年を以って2度目の芸能界引退をしたため、これが最後の出場となっている。
  - GAM（松浦亜弥・藤本美貴）：両者共通算3度目の初出場。藤本は同じ出番でモーニング娘。としても出場したが、松浦は今回はソロ歌手での出場はなかった（松浦は今回が最後の出場となっている）。
  - SEAMO：初登場。「ルパン・ザ・ファイヤー」、「マタアイマショウ」のメドレーを歌唱。

### 死亡事故
放送当日の最終リハーサル中に、仲間由紀恵の横にプラカードを下げ出演者の代役で立っていたNHK制作局エンターテインメント番組担当の56歳の男性職員が舞台上で意識を失い倒れるという事故があった。この職員は、翌1月1日に搬送先の病院でクモ膜下出血により死亡した。

## 当日のステージ
この年から『日本レコード大賞』が1日繰り上がりの12月30日開催となったため、多くの出場者が参加しやすい状況となった。
歌手紹介のテロップに「出場回数」の項目および「出身地」の項目（3人以下のグループのみ）が復活した。また、曲終了時にも小さくタイトルと歌手名が表示された。

### 前半
- 長山洋子は「絆」を「絆」を作曲した影山時則とデュエットした[2]。3番は石川さゆり・川中美幸・水森かおり・小林幸子・森昌子・アンジェラ・アキ・夏川りみ等の紅組歌手が長山・影山の後ろで応援した。
- モーニング娘。は、12月10日に新メンバー光井愛佳が加入していたが、光井は出演せず、加入前の8人のメンバーで出場した。なお第51回（2000年 (平成12年) ）以来7年連続で出場したメンバー・吉澤ひとみは翌2007年（平成19年）5月にグループを卒業[3]。その後2018年（平成30年）9月に起こした自らの不祥事により表舞台から退いたため[4]、これが現役最後の紅白出演となっている。
- トリノオリンピックNHK中継テーマソング「誓い」を歌唱した平原綾香の応援に荒川静香が登場した。
- 美川憲一は、2006〜オペラバージョンと称しアレンジしたさそり座の女を歌唱。美川の衣装の裾がダンサーのドレスの裾と繋がっており、ダンサーが広がる事で衣装がステージ全体に展開。振り付けの真島茂樹が乱入しダンスを披露。曲終了後に美川は「真島、出過ぎよ。お下がり！」と言った。
- ORANGE RANGEは、第55回（2004年（平成16年））に続いて、沖縄県宜野湾市のライブハウスからの中継出演。2006 FIFAワールドカップのNHK中継テーマソング 「チャンピオーネ」を歌唱。
- 前川清&クール・ファイブは、この年の11月に亡くなった内山田洋への追悼名目で、「長崎は今日も雨だった」を歌唱した[5]。前川の歌唱後には、ゲスト審査員の藤山直美が涙ながらに拍手するシーンがあった。
- 前半の大トリで「おふくろさん」を歌唱した森進一は、同作詞者である川内康範に無断で台詞を入れた同曲を披露（第45回（1994年（平成6年））と前回でも台詞付の同曲を披露している）。これに川内が反発し騒動となった（「おふくろさん騒動」を参照）。

### 後半
- 今回および第58回の中断ニュースは白組司会4回経験者の阿部渉が担当。この2年間阿部はニュースの締めに「後半戦の幕開けはこの歌です」と第2部に繋ぐコメントを述べた。
- 小林幸子は推定2億円といわれる豪華衣装で登場。「火の鳥」をテーマに、NASAが開発したとされる特殊リフトを使用し、舞台いっぱいに衣装を展開した。
- アンジェラ・アキが、デビュー曲である「HOME」をピアノ弾き語りで歌った。出場者自身によるピアノ弾き語りでの出演はKiroro以来である。その後のコブクロもギター弾き語りで「風」を歌唱した。
- 和田アキ子は前年9月に亡くなった自身の母への思いを込めて、「Mother」を歌った。
- 中居がSMAPとして出演する際の代理の曲紹介は三宅民夫が行った。
- 前回はトップバッターだった川中美幸が初の紅組トリを務めた（前回のトップバッターがトリになるケースは今回が初めて）。
- 白組トリおよび大トリは北島三郎の「まつり」[注 2]。同曲での大トリは3回目で、同一曲でのトリ歌唱の最多記録となる。
- この年3月に亡くなった宮川泰に替わり平尾昌晃がエンディングでの「蛍の光」の大合唱の指揮を担当した。
- 今回まで長らく両軍司会が大部分を下手（紅組）、上手（白組）に分かれて進行するスタイルが採られていたが、翌年の第58回からは一部を除き、下手席で両軍司会が揃って進行する形式に移行している。結果、両軍司会が大部分を分かれて進行するスタイルは今回が最後となった。

### DJ OZMAのパフォーマンス
38番手のDJ OZMAが歌唱した「アゲ♂アゲ♂EVERY☆騎士」は、ショーを売り物にする酒場「ショーパブ」（大人の遊び場）での演舞が元ネタとなっている楽曲のため“脱ぎパフォーマンス”で有名であり、事前のスポーツ新聞の取材に対して紅白用の特別な“脱ぎパフォーマンス”を行う事を公言していた。
当日のステージでは、最初は通常の衣装で登場したものの、曲の中盤でOZMAが簡易脱衣場に入って衣装を脱ぎ、曲の後半はボクサーパンツ1枚の半裸になって登場した。またサンバ・カーニバル風の衣装を着用していたバックダンサーも、OZMAの脱衣を契機に次々と衣装を外し、一見トップレスの姿となった。これは実際には裸体風のボディスーツを着用していたものであったが、精巧に作られており、テレビ（特にアナログやワンセグ）の画面を通じた視聴者には裸体と誤認した人も少なくなかったため、出番直後から苦情が殺到し、徳永英明の歌唱後に三宅が謝罪するに至った（その際、会場からは笑いが起こった）。また、歌唱後には仲間や横峯親子が困惑しながらコメントする一幕もあった。
早速紅白終了後に放送された『2007年新春生放送 年の初めはさだまさし』で、OZMAの2組後の出番だったさだまさしが当該のパフォーマンス、そしてOZMAの直後に歌唱したアンジェラ・アキを労い絶賛したことを始めとして、年明け以降の紅白に関する話題はこのボディスーツの件に集中し、年初のスポーツ紙や民放各局の情報番組・ワイドショーで大きく取り上げられた。NHKはこの件に関し、公式サイトで経緯を説明、1月4日には当時NHK会長の橋本元一が新年の職員挨拶の中で改めて謝罪した。
1月10日、所属事務所とレコード会社がNHKを訪れ、一連の経過について謝罪。OZMAからのコメントはないものの、同一人物である綾小路翔（氣志團）のブログに「モラルは大事」とコメントがあった。
1月11日には橋本が定例会見でOZMAのパフォーマンスについて釈明を行った。その要旨は次の通り。
- 1月10日までに1,796件の苦情が寄せられた。
- OZMAに対しては「現場で使いにくい状況だと思う」とコメントした。
- 今後はNHKの音楽番組に出演する際にアーティストらに「放送倫理にふさわしくない行為は行わない」と文書で同意させて出演させるなどの措置を行う。

1月14日OZMAが自分のブログで謝罪を表明。同時に紅白のプロデューサーの実名を挙げて対応を批判。NHK側が責任逃れをしていると指摘した。
結果的にNHKに対する苦情は2000件近くに上った。放送倫理・番組向上機構（BPO）にも100件を超える苦情が寄せられ、回答を求められた。また、OZMA本人もこのパフォーマンス問題のため、翌年の第58回に関しては早くから「辞退」を宣言していた。
OZMAと同一人物であることを明かした後、綾小路は2017年（平成29年）8月4日にフジテレビ系列で放送された『ダウンタウンなう』に出演した際に「歌った後、全員で『やった！』と喜んでいたけど、北島三郎先生にだけは伝えていなかった。ダッシュで（別棟にあった）楽屋に走って、先生に『ありがとうございました』と言ったら、先生は本番見ていなくて『成功したか？』とだけ聞かれて。そうしたら、楽屋のテレビにアナウンサー（三宅）が『今のはボディースーツです』とお詫びしているのが流れちゃって」と当時の舞台裏を語った。

### 結果
優勝は前回に続き白組。対戦成績は紅組28勝・白組29勝となり、第18回（1967年（昭和42年））以来38年ぶりに白組の勝ち越しとなった。
審査方法は、前回の方法を踏襲しつつ、前々回のボールによる最終判定を復活させた。要旨と結果は次の通り。
| 結果     | 結果                                        | 紅組   | 白組   |
| -------- | ------------------------------------------- | ------ | ------ |
| 中間審査 | ワンセグ・デジタルテレビ審査の得票数（1点） | 8,188  | 7,430  |
| 中間審査 | ケータイ審査の得票数（1点）                 | 4,446  | 6,196  |
| 中間審査 | 中間審査の得点                              | 1点    | 1点    |
| 最終審査 | 客席審査の得票数（2点）                     | 1,178  | 1,437  |
| 最終審査 | ケータイ審査の得票数（2点）                 | 3,768  | 8,528  |
| 最終審査 | ワンセグ・デジタルテレビ審査の得票数（2点） | 23,440 | 27,677 |
| 最終審査 | 特別審査員（1人1点、計10点）                | 4      | 6      |
| 最終審査 | 最終審査の得点                              | 4点    | 12点   |
| 最終得点 | 最終得点                                    | 5点    | 13点   |

途中審査のトラブル（BShiのみ）があったが、紅白の票差は拮抗した。しかし、中間のワンセグ・デジタルテレビ審査以外はすべて白組が勝ったため、白組にボールが大量に入った。それが白組優勝の要因となった。
優勝旗授与は渡辺謙が行った。特別審査員が渡すのは第29回（1978年）以来で、以降第70回（2019年）までこれが続けられた。

## 司会者
- 紅組司会：仲間由紀恵（この年の大河ドラマ『功名が辻』の主人公・千代役）
- 白組司会：中居正広（SMAP）
- 総合司会：三宅民夫、黒崎めぐみ（いずれも東京アナウンス室）
- ラジオ中継：小田切千、島津有理子（いずれも東京アナウンス室）

前回は司会の区別を設けない体制であったため、第55回以来2年ぶりに司会ポストを分ける形に戻った（第71回＜2020年＞まで。第72回＜2021年＞以降は再び司会の区別が廃止）。仲間は2年連続2回目、中居は第49回（1998年）以来8年ぶり3回目、三宅は第53回（2002年）以来4年ぶり3回目、黒崎は初司会。
仲間・中居の両組司会起用は司会発表前日に『スポーツ報知』が独占スクープしていた。中居の司会起用並びに仲間・中居の共同司会は前回でも各メディアで取り沙汰された。
前回司会を務めたみのもんたは2年連続司会に意欲を見せ、またシングル「夜の虫」も発売して「歌手と司会での出場」を公言していたが、叶わなかった。今回司会に落選したみのは司会発表直後、「司会は隔年でやるのがいい。来年は是非やりたい」と翌年の第58回の司会就任に意欲を見せる発言を行った。しかし、以後もみのの紅白司会再登板は実現していない。また、本紅白の司会発表後、『週刊文春』が「みのの司会続投案はあったが、前回の本番終了後、みのが番組側を批判する発言を行ったため、見送りになった」と報じた。
同じく司会発表前には『ZAKZAK』（2006年11月10日付）がこの年プロ野球選手を引退した新庄剛志の白組司会起用が急浮上していると報じていた（新庄本人がNHKに自身を紅白の司会に起用するようアプローチをかけていた。また、ゲスト審査員になるとの報道もあった）。その他、SMAPが全員で司会（「メンバーが紅組・白組の司会を分担する形式でのものを検討しつつも交渉は難航すると見られる」とも伝えられていた）をするとの報道もされていた。
今回から第70回（2019年）まで組司会（第58回のみ紅組司会、それ以外は白組司会）にジャニーズ事務所所属タレントが起用された。
仲間は今回で一旦紅組司会を退いたが、第59回（2008年）、第60回（2009年）でこの座に復帰している（第58回も応援ゲストとして出演し、一青窈と秋川雅史の曲紹介を担当）。
SMAPは前回白組トリおよび大トリを務めたが、同リーダーの中居が今回から第60回まで組司会に起用された都合でこの4年間SMAPは白組トリを務めることがなかった。なお、中居が組司会を退いた第61回（2010年） - 第64回（2013年）において、SMAPは再び白組トリおよび大トリを務めた。

## メイン演奏
- 三原綱木とザ・ニューブリード・東京放送管弦楽団（指揮：三原綱木）

## 審査員
- 特別審査員（別記）
- デジタルTV審査員（デジタル総合・BShiデジタルの視聴者）
- ケータイ審査員（携帯電話で審査、15,000名）
- ワンセグ審査員（ワンセグ搭載型の携帯電話で審査、同上）
- ふるさと審査員（デジタルTV審査員・ケータイ審査員・ワンセグ審査員の応募者から抽選で会場に招待された30名）
- 会場審査員（ふるさと審査員を含めたNHKホールの観客全員）

※ なお、BShiデジタルの審査システムにエラーが発生し、中間審査ができなかった。
※ ワンセグ審査員は放送中まで飛び入り参加が可能であった。

## 出場歌手
紅組、      白組、      企画、      初出場、      返り咲き。
| 曲順 | 組   | 歌手名         | 回 | 曲目                                      |
| ---- | ---- | -------------- | -- | ----------------------------------------- |
| 1    | 紅   | mihimaru GT    | 初 | 気分上々↑↑                                |
| 2    | 白   | w-inds.        | 5  | ブギウギ66                                |
| 3    | 紅   | BoA            | 5  | 七色の明日 〜brand new beat〜             |
| 4    | 白   | 鳥羽一郎       | 19 | 兄弟船                                    |
| 5    | 紅   | 長山洋子       | 13 | 絆                                        |
| 6    | 白   | SEAMO          | 初 | マタアイマショウ 紅白ミックス             |
| 7    | 紅   | 坂本冬美       | 18 | 祝い酒                                    |
| 8    | 白   | 北山たけし     | 2  | 男の拳                                    |
| 9    | 紅   | GAM            | 初 | Thanks! 歩いてる 2006 Ambitiousバージョン |
| 9    | 紅   | モーニング娘。 | 9  | Thanks! 歩いてる 2006 Ambitiousバージョン |
| 10   | 白   | Aqua Timez     | 初 | 決意の朝に                                |
| 11   | 紅   | 藤あや子       | 15 | 雪 深深                                   |
| 12   | 白   | 細川たかし     | 32 | 浪花節だよ人生は                          |
| 企画 | 企画 | 歌手有志       |    | みんなのうた45年!キッズショー             |
| 13   | 白   | スガシカオ     | 初 | Progress                                  |
| 14   | 紅   | 伍代夏子       | 13 | 金木犀                                    |
| 15   | 白   | 堀内孝雄       | 17 | 愛しき日々                                |
| 16   | 紅   | 平原綾香       | 3  | 誓い                                      |
| 17   | 白   | 美川憲一       | 23 | さそり座の女 2006                         |
| 18   | 紅   | 大塚愛         | 3  | 恋愛写真                                  |
| 19   | 紅   | 香西かおり     | 14 | 最北航路                                  |
| 20   | 白   | ORANGE RANGE   | 2  | チャンピオーネ                            |
| 21   | 紅   | 夏川りみ       | 5  | 花（すべての人の心に花を）                |
| 22   | 白   | 布施明         | 22 | イマジン                                  |
| 23   | 紅   | 森昌子         | 15 | バラ色の未来                              |
| 24   | 白   | 前川清         | 16 | 長崎は今日も雨だった                      |
| 25   | 紅   | BONNIE PINK    | 初 | A Perfect Sky                             |
| 26   | 白   | ゴスペラーズ   | 6  | ふるさと                                  |
| 27   | 紅   | 石川さゆり     | 29 | 夫婦善哉                                  |
| 28   | 白   | 森進一         | 39 | おふくろさん                              |

| 曲順 | 組   | 歌手名             | 回 | 曲目                        |
| ---- | ---- | ------------------ | -- | --------------------------- |
| 29   | 紅   | 絢香               | 初 | 三日月                      |
| 30   | 白   | WaT                | 2  | 5センチ。                   |
| 31   | 紅   | 浜崎あゆみ         | 8  | JEWEL                       |
| 32   | 白   | スキマスイッチ     | 2  | ボクノート                  |
| 33   | 紅   | 中島美嘉           | 5  | 一色                        |
| 34   | 白   | TOKIO              | 13 | 宙船（そらふね）            |
| 企画 | 企画 |                    |    | 2006スーパーレビュー        |
| 35   | 紅   | aiko               | 5  | 瞳                          |
| 36   | 白   | ポルノグラフィティ | 5  | ハネウマライダー            |
| 37   | 紅   | 小林幸子           | 28 | 大江戸喧嘩花                |
| 38   | 白   | DJ OZMA            | 初 | アゲ♂アゲ♂EVERY☆騎士        |
| 39   | 紅   | アンジェラ・アキ   | 初 | HOME                        |
| 40   | 白   | さだまさし         | 18 | 案山子                      |
| 41   | 紅   | 水森かおり         | 4  | 熊野古道                    |
| 42   | 白   | 氷川きよし         | 7  | 一剣                        |
| 43   | 紅   | 今井美樹           | 初 | PRIDE                       |
| 44   | 白   | 徳永英明           | 初 | 壊れかけのRadio             |
| 45   | 紅   | 和田アキ子         | 30 | Mother                      |
| 46   | 白   | 秋川雅史           | 初 | 千の風になって              |
| 47   | 紅   | 天童よしみ         | 11 | いのちの限り                |
| 48   | 白   | コブクロ           | 2  | 風                          |
| 49   | 紅   | 倖田來未           | 2  | 夢のうた                    |
| 50   | 白   | 五木ひろし         | 36 | 高瀬舟                      |
| 51   | 紅   | DREAMS COME TRUE   | 11 | 何度でもLOVE LOVE LOVE 2006 |
| 52   | 白   | SMAP               | 14 | ありがとう                  |
| 53   | 紅   | 川中美幸           | 19 | ふたり酒                    |
| 54   | 白   | 北島三郎           | 43 | まつり                      |

※カッコ内は出場回数。12月27日に出演順が発表された。
「みんなのうた45年!キッズショー」の曲目・歌手は次の通り。
- 「南の島のハメハメハ大王」：松浦亜弥（GAM）、天童よしみ
- 「北風小僧の寒太郎」：北島三郎、氷川きよし
- 「コンピューターおばあちゃん」：アンジェラ・アキ、hiroko（mihimaru GT）、吉澤ひとみ・高橋愛・新垣里沙・藤本美貴・亀井絵里（モーニング娘。）
- 「山口さんちのツトム君」：和田アキ子、WaT
- 「グラスホッパー物語」：高見のっぽ
- 「ILE AIYE〜WAになっておどろう〜」：紅白出場歌手

### 選考を巡って
出場が有力視されながら本人が辞退または落選した歌手は次の通り。
- 倉木麻衣：前回まで初出場以来3年連続で出場していたが、カウントダウンライブが決定していた為、今回は早い時期に辞退した。
- 後藤真希：前回まで初出場以来（ただしこの以前モーニング娘。としての出場歴あり）3年連続で出場（ただし3年連続別名義[注 16]）していたが、今回は落選（週刊誌報道）。
- 吉田拓郎：吉田にとって21年ぶりとなる大型野外ライブ「吉田拓郎 & かぐや姫 Concert in つま恋 2006」がNHKで放送されたため、出場が有力視されたが「つま恋はNHKさんの協力なしに成功はなかったが、つま恋は自分の中で通過点に過ぎないと思っているので」として辞退した。辞退に際してコメント発表は異例。
- 井上陽水：「今は出る気力がない、今後の紅白の出演を検討する」として辞退した。
- Gackt：翌年の大河ドラマ『風林火山』に上杉謙信役で出演するため、出場が有力視されるも不出場（翌年の第58回には出場）。
- 桜塚やっくん：「（本人の強い意向により）紅組での出場が決定」とメディアに報じられた[15]が、落選。応援ゲストとしての登場に留まった。ただし、ゲストとしての登場時に持ち歌「1000%SOざくね?」の一部を歌唱している。
- 上杉香緒里：荒川静香のそっくりさんとして注目され、「おんな酒」がヒットしたが、落選した。
- 岩崎宏美：紅白復帰待望論が根強く、一部スポーツ紙に「出場検討中」と報じられたが、「ヒット曲がない」と辞退した。
- 前回初出場したAI、一青窈、伊藤由奈、Def Techは不出場（落選・辞退）。また、Cocco、山本譲二と所ジョージによるテレビ東京系列『所さんの学校では教えてくれないそこんトコロ!』の企画で紅白出場を狙ったユニット・譲二さんと所さんや、木村カエラがゲストボーカルとして復活したサディスティック・ミカ・バンド、脚光を浴びた上木彩矢、OLIVIA inspi' REIRA (TRAPNEST)らの出場も実現しなかった。Coccoは一部スポーツ紙で出場内定が報道されたが、辞退したとされる。
- 前回「松任谷由実 with Friends Of Love The Earth」として初出場した松任谷由実にもソロ歌手として出演打診が行われていたが、辞退したと出場歌手発表翌日に報道された。
- 9年ぶりに再結成した米米CLUB（翌年出場）、同じく再結成しこの年の『思い出のメロディー』への出演も果たしたゴダイゴ、6年ぶりに活動を再開したシャ乱Qも再出場には至らなかった。
- 出場歌手発表前に『ZAKZAK』（2006年11月10日付）が「（先述した）松任谷や吉田、井上に加え中島みゆき、かぐや姫、松山千春、小田和正、長渕剛が出演を辞退した」とのNHK関係者の話を掲載した。
- 出場歌手発表後に『週刊文春』（2006年12月14日号）は「谷村新司[注 17]や忌野清志郎、泉谷しげるらが出演を辞退した」と報じた。
- 紅組司会の仲間由紀恵はこの年仲間由紀恵withダウンローズとして音楽活動を展開しており、司会発表の際に番組側が「CDも出してるようだし」と歌手としての出演も示唆していた[16]が、実現しなかった。
- この年デビュー15周年を迎えたZARDにも出演交渉がされ、出場に前向きだったが、坂井泉水が癌との闘病中であったため、辞退したという[17]（坂井は翌年5月に入院先の慶應義塾大学病院で非常階段スロープから転落し不慮の死を遂げた）。
- デビュー年の第26回（1975年）で初出場してから今回まで32年連続出場を果たした細川たかしは翌2007年、出資法違反の疑いがかけられたエル・アンド・ジーの広告塔として同社が開催したコンサートに出演していたことから第58回への出演を辞退することとなり、今回で連続出場が一旦ストップした。さらに2008年は暴力団組長のゴルフコンペに参加したためNHKへの出演自体を差し止められ、第59回へも出場できず、再出場はその次年の第60回（2009年）まで待つこととなった。
- 同じくいずれも初出場以来連続出場した藤あや子（15年連続出場）、ゴスペラーズ（6年連続出場）、夏川りみ（5年連続出場）も翌年落選し、今回で連続出場がストップ。また、第39回（1988年）の初出場以来アリスとして出場した第51回（2000年）と前回も含めて今回まで連続出場した堀内孝雄も今回で出場が途絶えている（堀内はソロでは今回が最後の出場である）。ゴスペラーズは今回を最後に出場していないが、藤は第59回および第62回（2011年） - 第66回（2015年）、夏川は第62回、堀内もアリスとして第60回で再出場を果たしている。

## ゲスト出演者

### 特別審査員
- 渡辺謙（俳優）：映画『明日の記憶』『硫黄島からの手紙』主演。
- 阿木燿子（作詞家）：映画『TANNKA 短歌』を初監督、紫綬褒章受章。
  - 夫の宇崎竜童が阿木の後部座席で観覧した。放送中にマイクを向けられ、鳥羽一郎の歌が印象に残ったとコメントした。
- リリー・フランキー（イラストレーター）：小説『東京タワー 〜オカンとボクと、時々、オトン〜』が第3回本屋大賞を受賞し200万部を超すベストセラー。アニメ『おでんくん』の原作者。
- 藤山直美（女優）：この年下期の連続テレビ小説『芋たこなんきん』のヒロイン・花岡町子役。
- 内野聖陽（俳優）：翌年の大河ドラマ『風林火山』の主人公・山本勘助役。
- 横峯さくら（プロゴルファー）：LPGAツアーチャンピオンシップで国内メジャー初優勝。
  - さくらパパ（横峯良郎）がさくらの後部座席より観覧した。途中、2006スーパーレビューにて舞台上に出演した。また、予定外だが、みんなのうた45年!キッズショー後に岡村隆史と握手する場面もあった（以前他局の企画で岡村とゴルフ対決を行ったことがある）。
- 田口壮（セントルイス・カージナルス外野手）：ワールドシリーズ優勝。
- 吉田都（バレリーナ）：世界最高峰のイギリスロイヤル・バレエ団で長く活躍。
- 鎌田實（医師・諏訪中央病院名誉院長）：『鎌田實のいのちの対話』（NHKラジオ第1）パーソナリティー。
- 瀬戸内寂聴（作家・僧侶）：この年文化勲章を受章。

### スペシャルゲスト
- 荒川静香（プロフィギュアスケーター）：2006年トリノオリンピックフィギュアスケート・女子シングル金メダル。

### 演奏ゲスト
- 上妻宏光（津軽三味線奏者）：藤あや子の伴奏。
- ジェイク・シマブクロ（ウクレレ奏者）：夏川りみの伴奏。
- 島健（作曲家・ピアニスト）：ゴスペラーズの伴奏。
- 布袋寅泰（ミュージシャン・ギタリスト）：妻である今井美樹の伴奏。
- 平尾昌晃（作曲家）：エンディング「蛍の光」の指揮担当。

### 応援ゲストなど
- ゾフィー、ウルトラマン、ウルトラセブン、ウルトラマンジャック、ウルトラマンA、ウルトラマンタロウ、ウルトラマンメビウス：『ウルトラシリーズ』のキャラクター。鳥羽一郎の応援でバックで旗を振っていた。
- 鈴木奈穂子（松山放送局）：坂本冬美の曲紹介で愛媛県旧・温泉郡中島町（現・松山市）より登場し進行役を務めた。
- Berryz工房：ハロー!プロジェクト勢のGAM&モーニング娘。でバックダンサーを務めた。
- ℃-ute：同上。
- どーもくん、うさじい、たーちゃん：NHKマスコットキャラクター。同上。
- ななみちゃん：NHK BSマスコットキャラクター。同上。
- おでんくん、たまごちゃん、ジャガー：『おでんくん』のキャラクター。同上。
- カントリー娘。：同上および香西かおりのバックダンサーを務めた。
- ベッキー：「みんなのうた45年!キッズメドレー」の司会を務めた。
- 岡村隆史（ナインティナイン）：「みんなのうた45年!キッズメドレー」にサプライズゲストとして登場[注 18]。得意のブレイクダンスを披露した。

『めちゃ×2イケてるッ!』「日本一周、10周年 健康の旅スペシャル」（フジテレビ、2007年1月6日・3月10日放送）の一部として出場。2001年-2005年に放送されていた『ナイナイの夢と笑いが丸い地球を救うのだ!!』（日本テレビ）が放送されないことから実現した。
- 高見のっぽ（ノッポさん）：『みんなのうた』から「グラスホッパー物語」を発売した。また、「みんなのうた45年!キッズメドレー」に出演した。
- コロッケ：美川憲一の曲紹介で登場した。
- 真島茂樹：美川憲一が歌った「さそり座の女 2006」の振り付けを行うと共に、自身も応援で曲終盤に登場した(翌第58回の美川の出番にも登場)。
- 釈由美子、パトリック・ハーラン（パックンマックン）、松本和也（東京アナウンス室）：『英語でしゃべらナイト』出演者。BONNIE PINKの曲紹介を務めた。
- キャイ〜ン、ほしのあき：「2006スーパーレビュー」の進行役を務めた。
- ダイノジ：「2006スーパーレビュー」に登場した。
- 桜塚やっくん：小林幸子の曲紹介。仲間に「ヤスオさん」と本名をバラされてしまっている。
- ザ・たっち：DJ OZMAの曲紹介。『ドラえもんSP』（テレビ朝日）の生放送の出演後に急いで駆けつけた。
- 半井小絵（気象予報士）：『NHKニュース7』のお天気キャスター。途中、気象情報を会場から伝えた。また、WaT、w-inds.とも共演した。

## 主要スタッフ
所属部署と担当番組は放送当時のもの
- セットデザイン：中川泰宣（デザインセンター）
- 美術チーフプロデューサー：田中伸和（同上）
- 編成：大鹿文明
- プロデューサー：石原真（「ポップジャム」プロデューサー）
- チーフプロデューサー：吉田豊久（「NHK歌謡コンサート」チーフプロデューサー）
- 演出：石上滋基（第54回NHK紅白歌合戦音響効果、第55回NHK紅白歌合戦チーフディレクター、「NHK歌謡コンサート」「ポップジャム」「ミュージック・エクスプレス」演出）

## 視聴率
地上波アナログ・デジタル総合テレビでの視聴率は、関東地区で第1部が30.6%（前回35.4%）、第2部が39.8%（前回42.9%）となり、第1部はワースト記録タイとなり、第2部も第55回（2004年（平成16年））に次ぐワースト2位となった。また、関西地区でも第1部が28.5%で過去最低タイ、第2部が37.6%とワースト記録を更新している。
ただし、上記の数字にはBShiとBS2の視聴率はカウントされず、全体でどれだけの人々が紅白を視聴したかは正確に把握されていないのが実情である。報道に対して番組責任者は「相当数の方にお楽しみ頂けたと考えている」とコメントした。
歌手別視聴率は昨年に続いてSMAPが最も高く、登場時にすでに47.1%、1分後には1.2%上回る48.3%を記録し、そのまま歌い終わるまで48%台をマークした。過去10年では歌手別最高視聴率をマークした回数はSMAPが最多である。第2位は倖田來未の47.3%だった。また、ハプニングを起こしたDJ OZMAは43.8%を記録した。
なお、番組の著作権や出場歌手の肖像権などの事情もあり、前回同様、総合テレビの再放送は行われなかった。
裏番組としては、TBSの『K-1 PREMIUM 2006 Dynamite!!』は第2部が関東地区では19.9%（前回14.8%）の高視聴率を記録した。

## 関連番組
ザ・紅白～待ちきれない！大みそか～
放送：総合 随時
生放送　あなたが選ぶ思い出の紅白　感動の紅白!
放送：BS2 2006年12月29日 17:00 - 18:50（第1部）、19:30 - 21:00（第2部）
司会：宮本隆治、塚原愛
ゲスト：【第1部】夏川りみ、w-inds.、スガシカオ、BONNIE PINK【第2部】麻丘めぐみ、伊藤咲子、柏原芳恵、三原じゅん子、伍代夏子
最新情報のほか、過去の貴重映像、視聴者からの紅白にまつわる思い出を紹介した。